# هاردی (میسیسیپی)
هاردی (به انگلیسی: Hardy) یک منطقهٔ مسکونی در ایالات متحده آمریکا است که در شهرستان گرانادا، میسیسیپی واقع شده‌است. هاردی ۷۴٫۹۸ متر بالاتر از سطح دریا واقع شده‌است.